# Reactiekracht
In de constructieleer is een reactiekracht of oplegreactie een kracht of een moment die of dat de omgeving uitoefent op een constructie, meestal in een oplegging. Afhankelijk van het type oplegging worden verschillende soorten reactiekracht: horizontale en verticale krachten, en momenten opgenomen. Een inklemming kan al deze krachten opnemen, een scharnieroplegging kan alle krachten maar geen moment opnemen en een roloplegging kan een verticale kracht opnemen.
Door deze krachten te berekenen kan een ingenieur de balken, muren en funderingen van een nieuwe brug dimensioneren.

## Reactiekrachten bepalen
Volgens de derde wet van Newton gaat, wanneer een voorwerp {\displaystyle A} een kracht op een ander voorwerp {\displaystyle B} uitoefent, deze kracht gepaard met een even grote, maar tegengestelde gerichte kracht van {\displaystyle B} op {\displaystyle A}: {\displaystyle {\vec {F}}_{actie}=-{\vec {F}}_{reactie}}.
In tweedimensionale gevallen kunnen, indien de constructie statisch bepaald is, de reactiekrachten worden berekend uit:
- som van de horizontale krachten is 0;
- som van de verticale krachten is 0;
- som van de momenten is 0.

### Voorbeeld
Een kracht grijpt in op het midden van een balk met lengte 2l onder een hoek van 45°. De reactiekrachten kunnen dan berekend worden: 
- horizontaal evenwicht: {\displaystyle -HA-1.cos(45^{\circ })=0}, of {\displaystyle -HA-0,71=0\Rightarrow HA=-0,71} kN
- verticaal evenwicht: {\displaystyle VA+VB=1.sin(45^{\circ })=0,71} kN
- momentenevenwicht, bijvoorbeeld rond het midden, waar de kracht aangrijpt: {\displaystyle VA=VB}

Samen betekent dit dat:
{\displaystyle VA=VB=0,71/2=0,355} kN